# Baiba Broka (política)
Baiba Broka (Madona, RSS de Letònia, 2 d'octubre de 1975) és una política letona, membre del partit Aliança Nacional, i que fou Ministre de Justícia el 2014.

## Carrera política
Membre de Per la Pàtria i la Llibertat (TB/LNNK) a partir de 2006, es va presentar sense èxit a les eleccions al Parlament Europeu de 2009. El 2011 esdevingué membre de l'Aliança Nacional i es va presentar dos anys més tard com a alcaldable per Riga, però va fracassar.
El 22 de gener de 2014 fou nomenada Ministra de Justícia, dins el primer Gabinet Straujuma. Va dimitir el 6 d'agost del mateix any, en no haver-se-li concedit permís per accedir a documents classificats; Gaidis Bērziņš la va succeir quinze dies més tard.